# مقبرة رع موزا

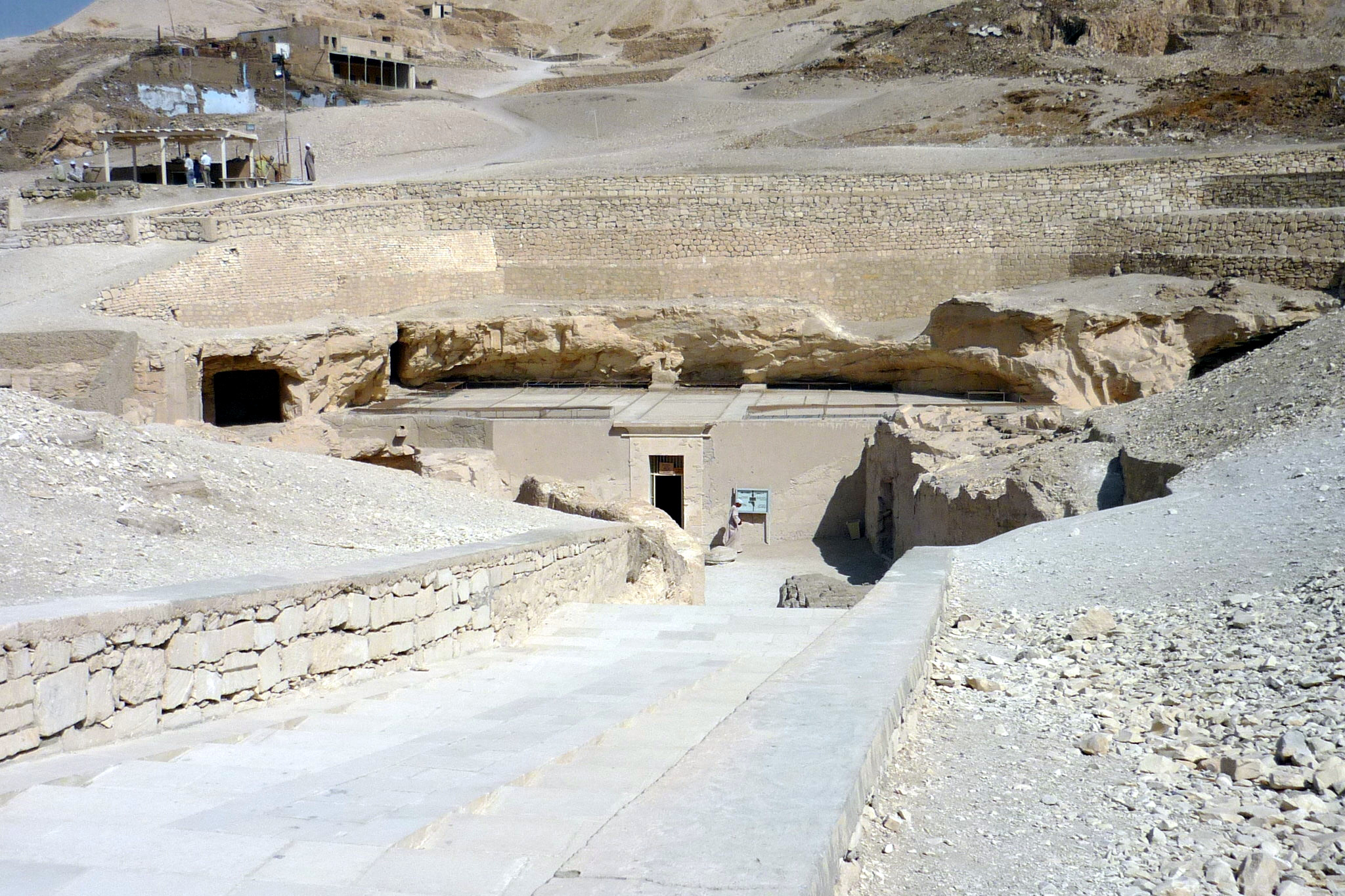
مقبرة رع موزا، TT55 في مقابر النبلاء

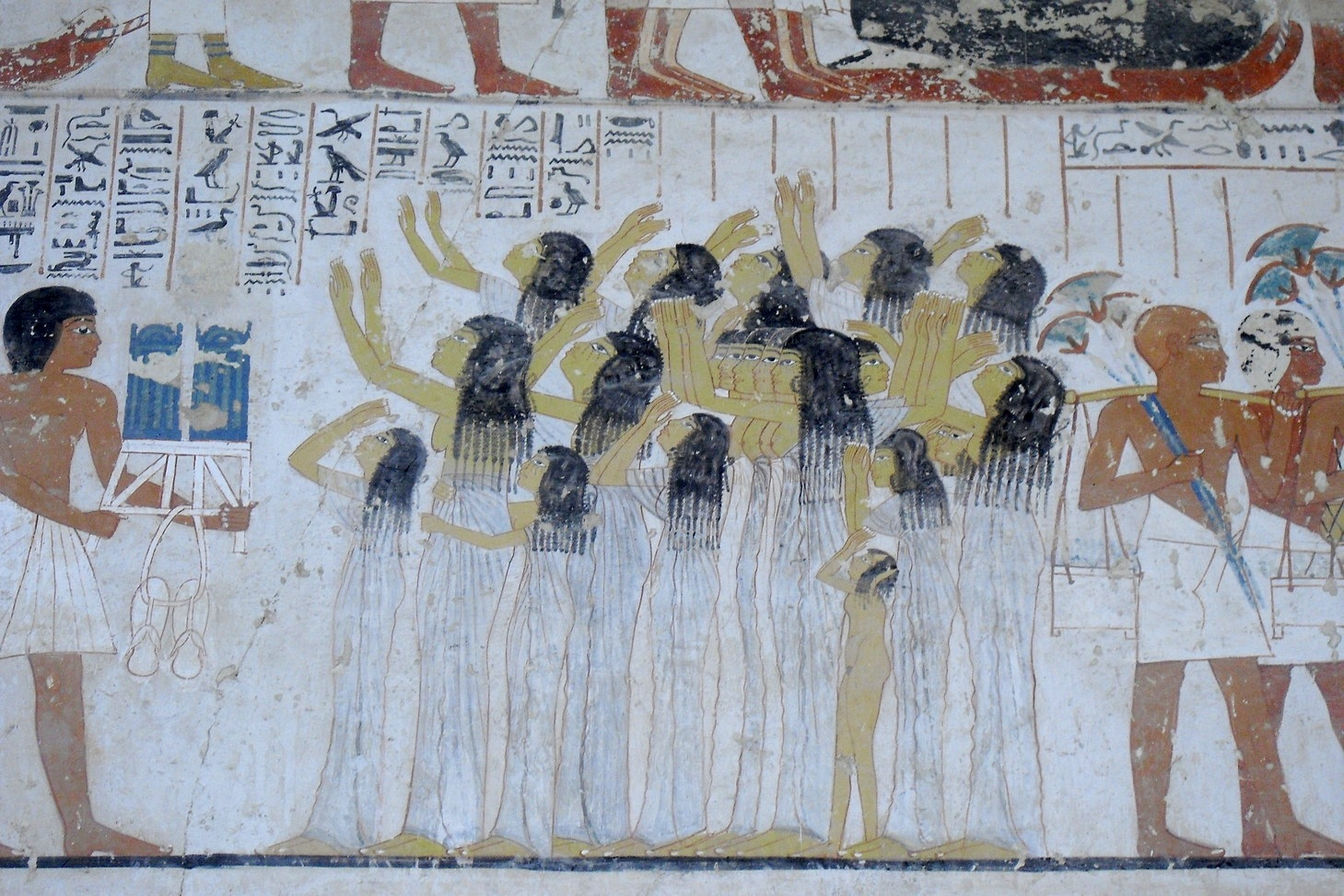
جدران باسلوب الفن الجديد الذي ظهر في عهد امنحوتب الرابع (أخناتون) ويطلق على الفترة، الفن الآتونى

مقبرة رع موزا، تحمل الرمز العالمي (TT55)، كان رع موزا (بالإنجليزية: Ramose)‏ يشغل منصب حاكم «طيبة» ووزير في عهد كل من امنحوتب الثالث وامنحوتب الرابع وبداية عهد «أخناتون».

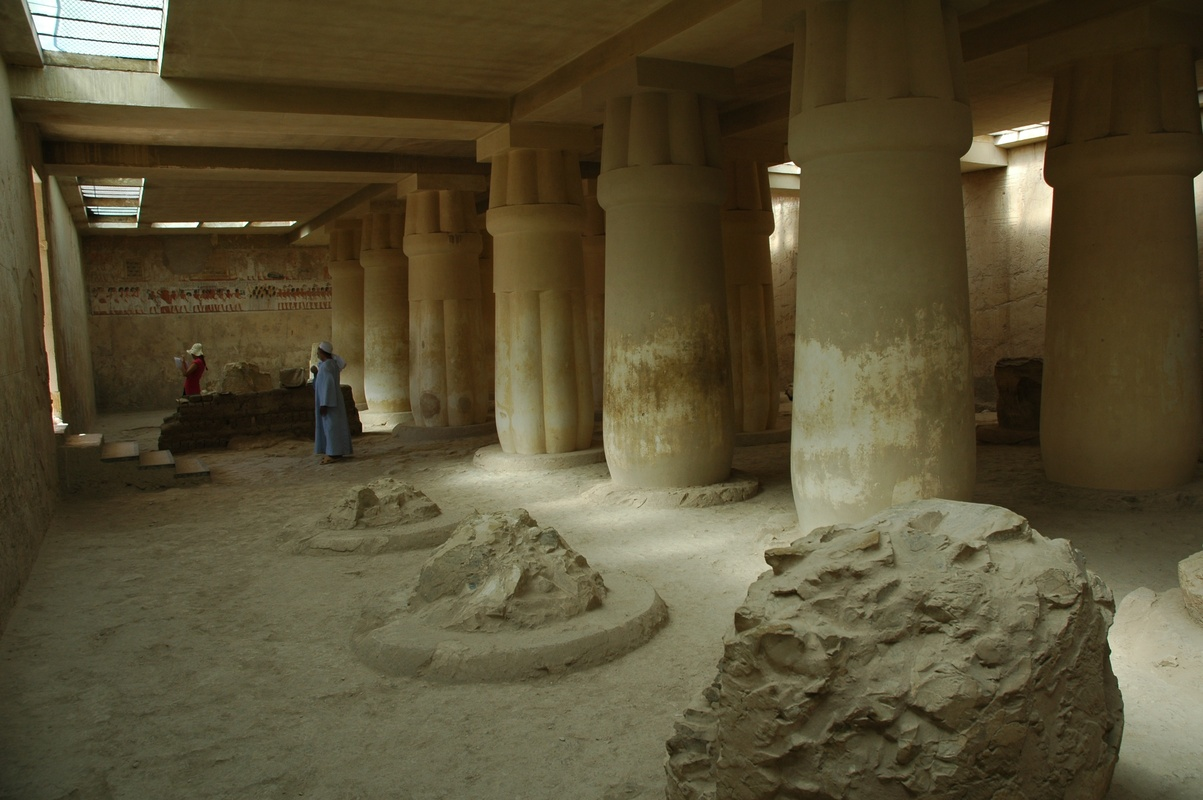
داخل مقبرة رعموزا، في مقابر النبلاء

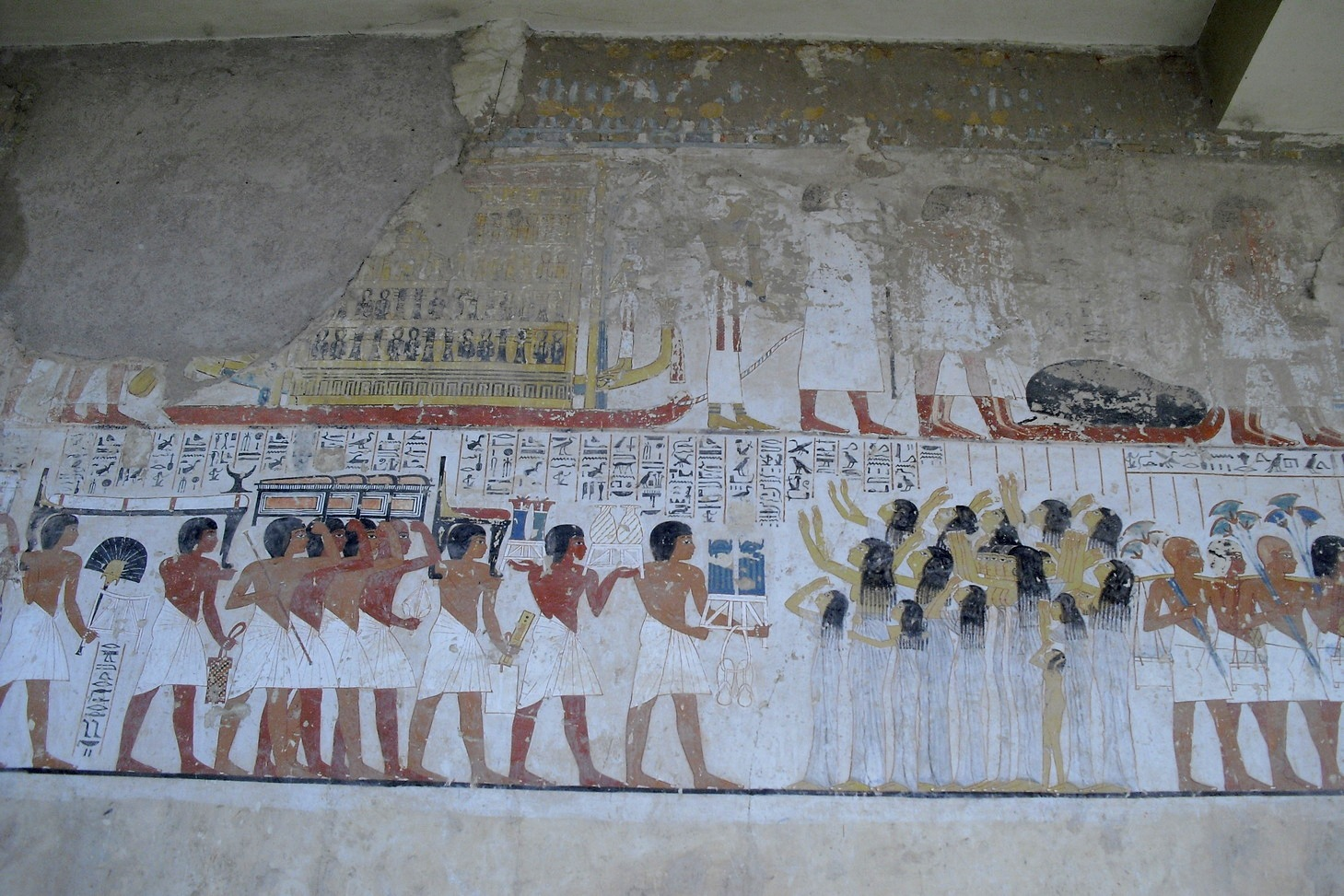
مقبرة رع موزا

## وصف المقبرة
تعبر مقبرته من أكبر المقابر التي نقرت في صخر الجبل ترج اغلب الظن إلى أواخر عهد الملك امنحوتب الثالث وبداية عهد امنحوتب الرابع ويبدو ان هذه المقبرة لم تستعمل ابدا ولم ينتهى العمل فيها ويحتمل ان رعموزا قد ترك طيبة وذهب إلى تل العمارنة حيث كان يقيم امنحوتب الرابع (اخناتون) وكما يعرف ان فن الدولة الحديثة نما وترعرع في عهد الملك امنحوتب الثالث بل ويعتبر عهده من ازهى عصور الفن الفرعونى عامة سواء في فن النحت أو النقش ولهذا تعتبر مقابر الأشراف في عهده نموذجا ممتازا لروعة الفن المصرى، تعرضت مقبرة رعموزا لبعض التخريب أغلب الظن في عهد حور محب، اذ قامت في عهده حملة انتقامية ضد آتون وأتباعه فقضت على أجمل نقوش المقبرة.
المقبرة غاية في الأهمية وذلك لأن مقبرة هذا الشخص «رع موزا» يعود تاريخها إلى عصر «إخناتون»، وهي من أكبر وأهم مقابر الجبانة. وايضاً تتميز مقبرة رعموزا بأنها جمعت بين فترتين مختلفتين تماما لملكين اختلفا في الأسلوب والعقيدة، فيشاهد على جدرانها قمة الأزدهار الذي وصل اليه الفن في عهد امنحوتب الثاث من حيث الرشاقة والذوق وأختيار الألوان والنقش الدقيق كذلك يشاهد على جدرانها اسلوب الفن الجديد الذي ظهر في عهد امنحوتب الرابع (اخناتون) ويمكن ان نطلق عليه الفن الآتونى نسبة إلى الاله آتون وسجل على جدرانها أيضا النصوص الأولى الخاصة بعقيدة اتون اذ يوجه امنحوب الرابع تعليماته إلى رعموزا بقوله «كلمات رع القيها عليك كلمات والدى الذي علمنى اياها» فيرد عليه رع موزا بقوله «ستبقى اثارك مابقيت السماوات وستدوم ما دام آتون فيها».

### الصالة الرئيسية
وقد اوضح مزار هذه المقبرة الطريقة التي اتبعها المهندس المصرى القديم في حفر ورسم ونقش وتلوين مثل هذه المزارات، فيبدو واضحا هنا ان المهندس المصرى كان يقسم العمل في المزار إلى اقسام، فيبدأ النحاتون بحفر وإعداد الفناء الخارجى ثم صقل واجهته ثم يلى ذلك نحت الصالة الرئيسية وصقل جدرانها وعندما يبدأ النحاتون بالعمل في الصالة الطويلة يبدأ الفنانون برسم مناظر أحد جدران الصالة العرضية وعند الانتهاء منه يقوم النقاشون بنقشه ثم تلوينه إذا سمح الوقت بذلك بدليل ان بعض جدران الصالة العرضية قد انتهى العمل منها تماما والبعض الآخر قد بدأ العمل فيه، ويجب ان نلاحظ هنا أيضا ان الفناء الخارجى لمزار المقبرة والواجهة والمدخل وبعض جدران الصالة العرضية قد انتهى العمل فيها ونلاحظ أيضا ان الفنانين قد انتهوا من رسم ونقش أغلب جدران هذه الصالة العرضية بينما الجدار المواجه للمدخل قد بدأ العمل فيه بدليل ان الفنانين قد أقاموا برسم المناظر بالمداد الأحمر وعليها بعض التصحيحات بالمداد الأسود فقط وذلك تمهيدا لرسمه أو نقشه ثم تلوينه، اما الصالة الطويلة فلم يتم صقل جميع جدرانها. وكذلك يلاحظ ان رعموزا فضل لسبب لا نعلمه قد يكون عدم الانتهاء من الصالة الطويلة رسم مناظر موكب الدفن على الجدار الذي على يسار الداخل إلى الصالة العرضية.

### الصالة العرضية

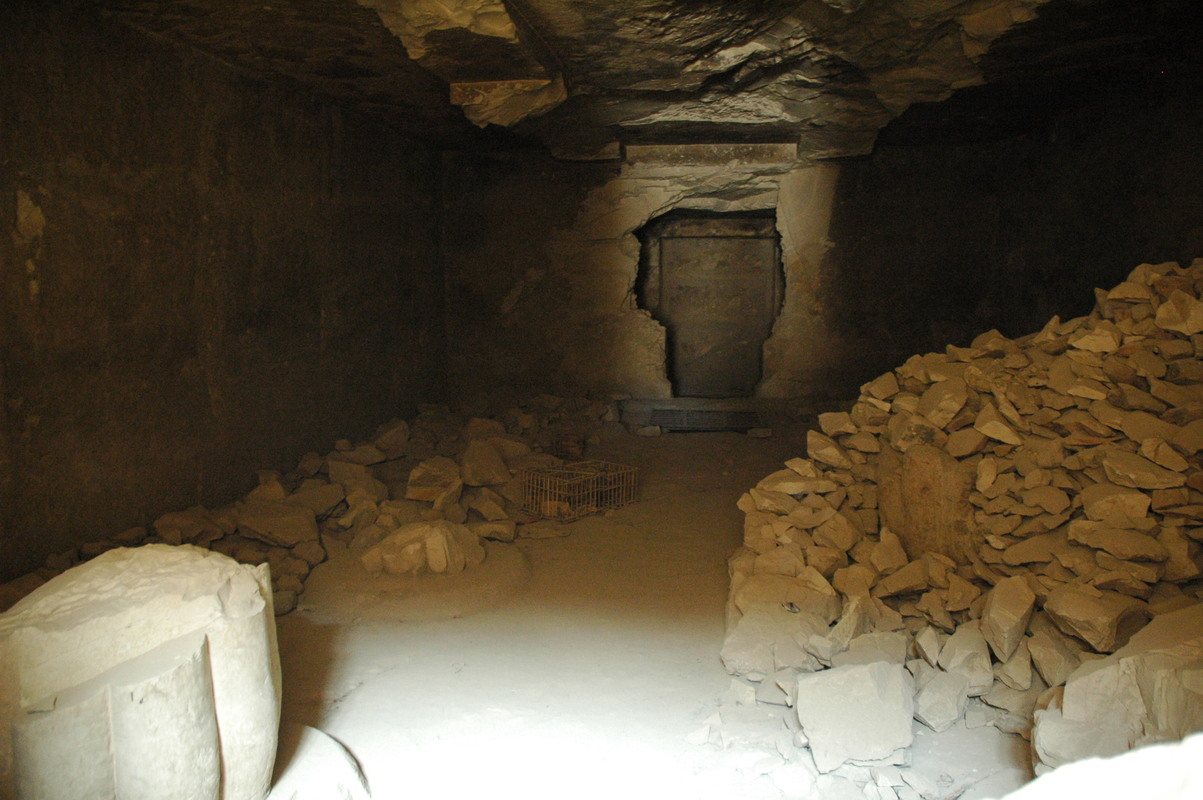
من حجر مقبرة رعموزا

تتميز مقبرة رعموزا بكبر حجمها وبوجود أربعة صفوف من الأساطين تحمل سقف الصالة العرضية وكل صف يحتوى على ثمانى اساطين اتخذت تيجانها شكل زهرة البردى المقفولة وأغلبها مهدم وقد رمم وأعيد بناء البعض منها، اما الصالة الطويلة فقد حوت صفين من الأساطين على جانبى محور المقبرة كل صف به أربعة اساطين على شكل حزمة البردى. وتنتهى الصالة الطولية بحجرة التقدمات وتتميز بوجود ثلاثة نيشات (فجوات)على يمين ويسار الداخل، خصصت أغلب الظن لتماثيل المتوفى على ان العمل لم يتم في هذه الصالة الطويلة كما اوضحت من قبل وقد يعزى السبب في ذلك إلى ان رعموزا ربما توفى قبل الانتهاء من المقبرة أو ترك طيبة وذهب إلى تل العمارنة.
بمشاهدة مناظر الصالة العرضية يشاهد على يسار الداخل رعموزا يقدم القرابين ويتبعه مجموعة من كبار الموظفين وهم يحملون باقات من البردى ثم هناك مناظر لبعض الأقارب والضيوف امام رعموزا في اربع مجموعات وهي مناظر تتميز بجمالها ودقة نقشها وتدل على براعة الفنان المصرى. رسم على الجدار الجنوبى مناظر الجنازة بالألوان بأسلوب قد تبدو فيه ملامح الأولى للفن الآتونى ومما يجدر ملاحظته في الصف الأسفل مجموعة من النساء النائحات بين مجموعتين من الرجال وهم يحملون باقات البردى والأثاث الجنائزى، كما يوجد في النصف الأعلى التابوت داخل مقصورته فوق قارب يجر على زحافة ويتقدمه على زحافة اصغر ما يعرف بأسم«تكنو» وهو عبارة عن جلد حيوان لون باللون الأسود وكان بداخله أغلب الظن مادة التحنيط وأخيرا يشاهد على نفس الجدار رعموزا وزوجته يتعبدان إلى الاله اوزيريس، اما على الجدار الغربى فهناك بعض المناظر التي لم تنتهى منها تمثل رعموزا واقفا امام الملك امنحوتب الرابع الجالس داخل مقصورته وخلفه تجلس الألهة ماعت الهة الحق وتحت العرش يشاهد أسماء شعوب الأقواس التسعة.
عند الوصول إلى النصف الآخر من الصالة يشاهد على يمين الداخل مباشرة رعموزا وزوجته وحاملى القربان ثم منظر لثلاثة فتيات تحملن السلاسل امام رعموزا وزوجته ثم منظر تطهير تمثال المتوفى بواسطة الكهنة وفي نهاية الجدار يوجد منظر يمثل مجموعة من الكهنة تحمل الدهون والقربان في صفين امام رعموزا وزوجته وأخيه امنحوتب وزوجته. ثم تلاحظ المناظر المرسومة على الجدار الغربى، من اليمين يشاهد رعموزا يتقبل باقات البردى ثم وهو يستقبل مجموعة من كبرا رجال الدولة وبعض الوفود الأجنبية (من النوبيين والأسيويين والليبيين)ثم يشاهد المنظر الشهير للملك امنحوتب الرابع ومعه زوجته نفرتيتي تحت أشعة آتون داخل ما يعرف بأسم نافذة الظهور وهو يلقى لرعموزا بالأوسمة وقد سجل هذا المنظر بأسلوب الفن الآتونى الذي نما وترعرع بعد ذلك في تل العمارنة، ثم هناك مجموعة من النساء والرجال اغلب الظن اتت لتقدم التهانى لرعموزا، هذه المناظر عبارة عن«كروكى» فقط بالمداد الأحمر وعليها بعض التصحيحات باللون الأسود. بعد ذلك يصل المشاهد إلى الصالة الطولية وهي مهدمة ولم ينتهى العمل منها.